# Bas-Vully
Bas-Vully is een voormalige gemeente en plaats in het Zwitserse kanton en maakt deel uit van het district See/Lac.
Bas-Vully telt 2.120 inwoners.
Bas-Vully is per 1 januari 2016 met Haut-Vully opgegaan in Mont-Vully.